# او-۲۵۱۳
زیردریایی یو-۲۵۱۳ (به انگلیسی: German submarine U-2513) یک زیردریایی بود که طول آن ۲۵۱ فوت ۹ اینچ (۷۶٫۷۳ متر) بود. این زیردریایی در سال ۱۹۴۴ ساخته شد.